# Nati nel 1907/Senza giorno specificato
| Questa pagina contiene informazioni ricavate automaticamente dalle voci biografiche con l'ausilio del template Bio e di un bot. L'aggiornamento è periodico e automatico e ricostruisce completamente la pagina. Se manca una persona in questa lista, sei pregato di non aggiungerla, ma accertati piuttosto che la sua voce biografica contenga il template Bio e che i dati anagrafici siano correttamente compilati. Se il template Bio manca, inseriscilo tu stesso o, in alternativa, metti l'avviso {{tmp\|Bio}} che ne segnala la mancanza. Se i dati riportati sono sbagliati, correggi direttamente la voce biografica; le modifiche saranno visibili in questa lista entro pochi giorni. Per chiarimenti vedi il progetto biografie. La lista contiene solo le 88 persone che sono citate nell'enciclopedia e per le quali è stato implementato correttamente il template Bio. Pagina aggiornata al 2 ago 2025. |

- Aleksandra Aleksandrovna Ablakatova, botanica e micologa russa († 1988)
- Giorgio Achermann, giornalista e ambientalista svizzero († 1995)
- Kusuma Affandi, pittore indonesiano († 1990)
- Bruno Agnello, calciatore italiano († 1968)
- Emiliano Aguado, saggista e drammaturgo spagnolo († 1979)
- Nino Antonellini, musicista italiano († 1994)
- Giulio Benzi, pittore italiano († 1955)
- Renzo Bertoni, militare italiano († 1938)
- Vernon Bourke, filosofo canadese († 1998)
- James Brown, calciatore scozzese
- Newton Buerger, fisico statunitense († 1988)
- José Bustamante, calciatore boliviano
- Qemal Butka, architetto e politico albanese († 1997)
- Carlo Alberto Cappelli, impresario teatrale, editore e direttore artistico italiana († 1982)
- Margherita Cattaneo, giornalista e scrittrice italiana († 1971)
- Giovanni Cavaliere, calciatore italiano († 1972)
- Antonio Cece, compositore e direttore d'orchestra italiano († 1971)
- Gabriele Cena, pittore italiano († 1992)
- Ottavio Cornaggia Castiglioni, archeologo e museologo italiano († 1979)
- Guido Cucci, militare italiano († 1939)
- Clifford Curzon, pianista britannico († 1982)
- Achille D'Angelo, esoterista, sensitivo e astrologo italiano († 1971)
- Antonio Dal Sasso, politico italiano († 1962)
- Francesco Domenico De Lorenzo, prefetto italiano († 1965)
- Eugen Diebold, calciatore svizzero († 1975)
- Alberto Faraboschi, ingegnere aeronautico italiano
- Florence Foley, attrice statunitense
- René Fonjallaz, bobbista svizzero († 1993)
- Ivy Forster, politica britannica († 1997)
- Vincenzo Giardini, politico e partigiano italiano († 1991)
- Antonina Gordej, bielorussa († 1978)
- Alberto Graziadei, pittore italiano († 1995)
- Edna Guy, ballerina statunitense († 1982)
- Giulio Guédoz, militare italiano († 1929)
- Sharli Hamidu, calciatore egiziano († 2003)
- August Heitmann, nuotatore tedesco († 1971)
- Marc Herlant, biologo belga († 1986)
- Frank Hershey, designer statunitense († 1997)
- Wilton Ivie, aracnologo statunitense († 1969)
- Gwyn Jones, storico gallese († 1999)
- Mehboob Khan, regista indiano († 1964)
- Angelo Maria Landi, pittore, incisore e scenografo italiano († 1996)
- Ronald Edward Latham, traduttore, latinista e medievista britannico († 1992)
- John Lehmann, scrittore britannico († 1987)
- Giorgio Marussig, militare italiano († 1941)
- Charles Maystre, egittologo e archeologo svizzero († 1993)
- Piero Molino, giornalista italiano († 1997)
- Giorgio Monaco, archeologo italiano († 1983)
- Osvaldo Monass, educatore italiano († 2000)
- Ruby Myers, attrice indiana († 1983)
- James R. Newman, matematico statunitense († 1966)
- Ragnar Nurkse, economista statunitense († 1959)
- Henrietta O'Beck, attrice statunitense
- Giulio Perina, pittore italiano († 1985)
- Francesco Perotti, pittore italiano († 1955)
- Carlo Pesenti, imprenditore, editore e ingegnere italiano († 1984)
- Agnoldomenico Pica, architetto, pubblicista e critico d'arte italiano († 1990)
- Caterina Picasso, brigatista italiana († 1996)
- Luigi Piloni, scrittore italiano († 1991)
- Ermanno Pittigliani, pittore, incisore e scultore italiano († 1979)
- Mordechaï Podchlebnik, mercante polacco († 1985)
- Gjanaj Rahman, militare italiano († 1940)
- Lauri Rapala, inventore finlandese († 1974)
- Eduardo Reyes Ortiz, calciatore boliviano († 1955)
- Francesc Ribera Gómez, pittore spagnolo († 1996)
- Umberto Rognoni, pittore italiano († 1945)
- Saul Rosenzweig, psicologo statunitense († 2004)
- Giuseppe Rosso, militare italiano († 1941)
- Paul Schaub, calciatore svizzero
- Ignazio Secchi, chitarrista italiano († 1967)
- Mario Sementini, politico italiano
- Paolo Strati, calciatore italiano
- Aurelio Tarroni, partigiano e antifascista italiano († 1944)
- Josefina de la Torre, poetessa, romanziera e cantante lirica spagnola († 2002)
- Ilias Tsirimokos, politico greco († 1968)
- Gábor Urbancsik, calciatore e allenatore di calcio ungherese († 1971)
- Frank Valentino, baritono statunitense († 1991)
- Antonio Valgoi, militare italiano († 1943)
- Roberto Vianello, militare italiano († 1941)
- Jacob Weingreen, docente e biblista irlandese († 1995)
- Lionel Wigram, militare inglese († 1944)
- Edna Mae Wilson, attrice statunitense († 1960)
- Clifford Witting, scrittore inglese († 1968)
- Sodō Yokoyama, monaco buddhista giapponese († 1980)
- Zoren, artista e pittore italiano († 1985)
- Abd al-Qadir al-Husayni, militare palestinese († 1948)
- Abdullah al-Qasemi, scrittore arabo († 1996)
- Kandid Čarkviani, politico sovietico († 1994)